# Marlene (cantora)
Marlene, nome artístico de Victória Bonaiutti de Martino (São Paulo, 24 de novembro de 1922 — Rio de Janeiro, 13 de junho de 2014), foi uma cantora e atriz brasileira, conhecida como a Artista mais Artista das Artistas do Brasil.
Tendo gravado mais de quatro mil canções em sua carreira, Marlene foi um dos maiores mitos do rádio brasileiro em sua época de ouro. Sua popularidade nacional também resultou em convites para o cinema (onze filmes depois de Corações sem Piloto, de 1944) e para o teatro (cinco peças após Depois do Casamento, em 1952), tendo também trabalhado em cinco revistas depois de Deixa Que Eu Chuto (1950). Suas atividades internacionais incluíam turnês pelo Uruguai, Argentina, Estados Unidos (onde se apresentou no Waldorf-Astoria Hotel e no Hilton Palmer House (Chicago). Na França (apresentou-se por quatro meses e meio no Olympia em Paris, a convite de Édith Piaf, sendo a primeira cantora brasileira a pisar nesse palco sagrado da música. Compositora bissexta, teve seu samba-canção A Grande Verdade (parceria com Luís Bittencourt) gravado por Dalva de Oliveira, em 1951.

## Biografia

### Primeiros anos
Nasceu e cresceu no bairro paulistano da Bela Vista, um conhecido reduto de ítalo-brasileiros. Seus pais eram Vittorio Bonaiutti e Antonietta De Martino, ambos imigrantes italianos, e Victória era a mais nova de três filhas. Ela herdou o nome do pai, que morreu sete dias antes de seu nascimento. Sua mãe não se casou novamente, e criou sozinha as filhas, dando aulas de alfabetização no Instituto de Surdos e Mudos de São Paulo e como costureira.
Devota da Igreja Batista, internou a filha mais nova no Colégio Batista Brasileiro, cujas mensalidades foram dispensadas em troca de serviços prestados ao colégio, como arrumação dos quartos. Marlene estudou ali dos nove aos quinze anos, destacando-se nas atividades esportivas, assim como no coro juvenil da igreja.
Ao deixar o colégio, foi cursar contabilidade na Faculdade do Comércio, situada na Praça da Sé. Na mesma época, emprega-se como secretária, durante o dia, num escritório comercial. É quando começa a participar de uma federação de estudantes, recém formada, a qual passa a dispor de um espaço na Rádio Bandeirantes, a Hora dos estudantes, programa em que seria cantora. Foi quando seus colegas estudantes, por eleição, escolheram seu nome artístico, em homenagem à atriz alemã Marlene Dietrich.

### Vida pessoal
Em 1952, casou-se com o ator Luís Delfino, com quem acabá de contracenar no filme Tudo Azul. Formaram o famoso " casal 20 ". Tiveram um programa intitulado "Marlene, Meu Bem", era um programa diferente, pois apesar de no começo ser um programa de rádio, já possuía cenários. Após um tempo o programa também a ser veiculado na TV Record, com grande sucesso. 
O casal teve uma criança, Sérgio Henrique Bonaiuti Delfino dos Santos, o pequeno era noticiado como uma criança loira, de olhos azuis, parecia um príncipe, porém Marlene e Delfino nunca expuseram fotos da criança na mídia. Após onze anos de matrimônio, o casal se separou, o desquite foi muito comentando na época. Ainda na década de 60, Marlene se casou novamente, em outro país, com o empresário Paulo Barros. Sérgio Bonaiuti tem uma filha, chamada Agatha Nogueira Bonaiuti Delfino dos Santos.

### Carreira artística
Victória acabou deixando o curso de contadora em segundo plano, priorizando sua atividade artística. Então, em 1940, ela estreou como profissional na Rádio Tupi de São Paulo. Tudo isto, contudo, fez escondida da família, que, por razões religiosas e sociais vigorantes na época, não poderia admitir uma incursão no mundo artístico. O nome artístico esconderia sua verdadeira identidade até ser descoberta faltando aulas por causa de seu expediente na rádio, o que resultou num castigo exemplar da parte de sua mãe. Mas ela já estava decidida a seguir carreira.
Em 1942, foi contratada pelo Cassino Império, no Recife.
Em 1943, partiu para o Rio de Janeiro, onde, após ser aprovada no teste com Vicente Paiva, passou a cantar no Cassino Icaraí, em Niterói. Ali permaneceu por dois meses até conhecer Carlos Machado, que a convidou para o Cassino da Urca, contratando-a como vocalista de sua orquestra. 
Em 1946, houve a proibição dos jogos de azar e o consequente fechamento dos cassinos por decreto do presidente Eurico Gaspar Dutra. Marlene, então, mudou-se com a orquestra de Carlos Machado para a Boate Casablanca. Dois anos depois, tornou-se artista do Copacabana Palace a convite de Caribé da Rocha, que a promoveu de crooner a estrela da casa.
Passou a atuar também na Rádio Mayrink Veiga e, no ano seguinte, na Rádio Globo. Nesse ínterim, já se tinha dado sua estreia no disco, pela Odeon, em meados de 1946, com as gravações dos sambas Suingue no morro (Amado Régis e Felisberto Martins) e Ginga, ginga, moreno (João de Deus e Hélio Nascimento). Mas foi no carnaval do ano seguinte que Marlene emplacou seu primeiro sucesso, a marchinha Coitadinho do papai (Henrique de Almeida e M. Garcez), em companhia dos Vocalistas Tropicais, campeã do concurso oficial de músicas carnavalescas da Prefeitura do Distrito Federal. E foi cantando esta música que ela estreou no programa César de Alencar, na Rádio Nacional, com grande sucesso, em 1948. Marlene se tornaria uma das maiores estrelas da emissora, recebendo de César, o slogan Ela que canta e dança diferente. Ainda nesse ano, foi contratada pela gravadora Continental, estreando com os choros Toca, Pedroca (Pedroca e Mário Morais) e Casadinhos (Luís Bittencourt e Tuiú), este cantado em duo com César de Alencar. Marlene esperou o fim de seu contrato com o Copacabana Palace para abandonar os espetáculos nas boates, dedicando-se ao rádio, aos discos e, posteriormente, ao cinema e ao teatro.
Em 55, esteve na Argentina, gravando o filme Ádios Problemas.
Porém Marlene não ficou parada no tempo. Na década de 60, participou dos famosos festivais, teve música censurada ( Pirambeira, de Hermínio Bello de Carvalho e Maurício Tapajós ) e ela mesma foi censurada devido sua dança ter sido considerada sensual durante uma apresentação. Também apresentou programas musicais nas TV's Rio e Record. Em 68, o show Carnavália, ao lado de Nuno Roland, Blecaute e Eneida, foi sucesso de crítica e público no Teatro Casa Grande, relembrando ao desavisados, que Marlene era a artista mais artista dos artistas, como dizia José Messias. 
Em 69, continuou a gravar compositores da nova geração, que resultou no show É A MAIOR, Milton Nascimento, Marcos Valle, Arthur Verocai ( também assinava os arranjos e tocava guitarra ), entre outros...
Na década de 70, participou de peças de teatro ( Botequim, O Quarteto, Ópera do Malandro ) além de antológicos shows como Te Pego Pela Palavra.
Em 1972, puxou o samba-enredo da escola de samba carioca Império Serrano, homenageando Carmen Miranda, foi a campeã do Carnaval.
Participou também do famoso projeto Pixinguinha, ao lado de João Bosco, Gonzaguinha, Carlinhos Vergueiro, Antônio Adolfo e Wanda Sá.
Em 1977, apresentou o programa Levanta Poeira, na TV Globo, tendo como convidados, Leny Andrade, Emílio Santiago, Nara Leão, entre outros muitos personalidades da música brasileira.
Em 1981, participou da novela O Amor É Nosso, fazia o papel de Mayra, cantora que um dia tinha sido muito famosa, mas que estava no ostracismo e tentava recuperar a carreira. Trabalhava ao lado de Tônia Carrero, Fábio Jr., Osmar Prado, entre outros...

### Rainha do Rádio
Por muitos anos as irmãs Linda e Dircinha Batista foram as vencedoras do título de Rainha do Rádio. Este torneio era coordenado pela Associação Brasileira de Rádio, sendo que os votos eram vendidos e a renda era destinada para a construção de um hospital para artistas. Então, em 1949, Marlene venceu o concurso de forma espetacular. Para tal, recebeu o apoio da Companhia Antarctica Paulista. A empresa de bebidas estava prestes a lançar no mercado um novo produto, o Guaraná Caçula, e, atenta à popularidade do concurso, pretendiam usar a imagem de uma nova cantora, ainda desconhecida pelo grande público, e Marlene que cantava no Copacabana Palace, foi a escolhida, desbancando todas as outras cantoras e sendo eleita a Rainha do Rádio. Marlene foi eleita com 529.982 votos. Ademilde Fonseca ficou em segundo lugar e Emilinha Borba em terceiro. 
A eleição para Rainha do Rádio ainda lhe rendeu um programa exclusivo na Rádio Nacional, intitulado Duas majestades, e um novo horário no programa Manuel Barcelos, em que permaneceu como estrela até o fechamento do auditório da Rádio Nacional. A estrela Marlene ajudou vários colegas seus, inclusive usando seu prestígio e influência junto à direção da Rádio Nacional, trouxe para a emissora, as vozes de Jorge Goulart e Nora Ney, que ali permaneceram por décadas, só saindo por causa de problemas com o governo da época da ditadura militar no país.Também foi Marlene a madrinha de um de seus frenéticos fãs, o jovem Luís Machado, que veio a ser locutor comercial dos programas, de Manuel Barcelos. Participou também de outros programas, como o de César de Alencar, o de Paulo Gracindo, bem como Gente que brilha, Trem da alegria e Ronda dos bairros.
Marlene manteve o título ainda pelo ano seguinte pois não houve eleição. Passou a coroa em 51 para outra grande cantora, Dalva de Oliveira, de quem era muito amiga.

### Morte
Marlene foi internada no Hospital Casa de Portugal em 7 de junho, devido a uma pneumonia severa, sua morte ocorreu em 13 de junho de 2014, 6 dias depois da internação.

## Discografia
| Título                                                    | Ano  | Gravadora      |
| --------------------------------------------------------- | ---- | -------------- |
| Marlene apresenta sucessos de Assis Valente               | 1956 | Sinter         |
| Explosiva!                                                | 1959 | Odeon          |
| Caixinha de Saudade                                       | 1960 | Odeon          |
| Sa-Sa-Ruê                                                 | 1963 | Continental    |
| Carnavália - Eneida conta a história do carnaval (vol. 1) | 1968 | MIS            |
| Carnavália - Eneida conta a história do carnaval (vol. 2) | 1968 | MIS            |
| É a maior!                                                | 1970 | Fermata        |
| Te pego pela palavra                                      | 1974 | Odeon          |
| Antologia da marchinha                                    | 1977 | Philips        |
| Estrela da vida                                           | 1998 | Leblon Records |
| A rainha e os artistas do rádio                           | 2008 | Viva!          |

| Faixas                               | Ano  | Gravadora |
| ------------------------------------ | ---- | --------- |
| Swing No Morro / Ginga, Ginga Moreno | 1946 | Odeon     |
| Subúrbio Da Central / Gabriela       | 1947 | Star      |
| Coitadinho do Papai / Um Ano Depois  | 1947 | Odeon     |

## Trabalhos como atriz

### Na televisão
| Ano  | Título            | Personagem                             | Notas                              |
| ---- | ----------------- | -------------------------------------- | ---------------------------------- |
| 1999 | Chiquinha Gonzaga | Ela Mesma                              |                                    |
| 1987 | Helena            | Domitila de Castro, Marquesa de Santos |                                    |
| 1984 | Viver a Vida      | Sílvia Motta                           |                                    |
| 1983 | Caso Especial     | Conceição                              | Episódio: "A Guerra dos Inocentes" |
| 1981 | O Amor É Nosso    | Mayra                                  |                                    |
| 1978 | O Pulo do Gato    | Ela mesma                              |                                    |
| 1971 | Bandeira 2        | Marlene                                |                                    |

### No cinema
| Ano  | Título                                  | Personagem                      |
| ---- | --------------------------------------- | ------------------------------- |
| 2009 | Cantoras do Rádio                       | Ela mesma                       |
| 1982 | Profissão Mulher                        | Neuza                           |
| 1980 | A Volta do Filho Pródigo                | Mãe                             |
| 1967 | Carnaval Barra Limpa                    |                                 |
| 1959 | Quem Roubou Meu Samba?                  | Ela Mesma                       |
| 1958 | O Cantor e o Milionário                 | Irene                           |
| 1955 | Adiós, Problemas                        |                                 |
| 1954 | Matar ou Correr                         | Dançarina                       |
| 1953 | Balança Mas Não Cai                     |                                 |
| 1952 | Tudo Azul                               | Maria Clara (intérprete: "Eva") |
| 1950 | Todos por Um                            | Ela mesma                       |
| 1950 | Um Beijo Roubado - Noites de Copacabana | Marlene                         |
| 1949 | Pra Lá de Boa                           |                                 |
| 1949 | Caminhos do Sul                         |                                 |
| 1948 | Esta É Fina                             | Ela mesma                       |
| 1946 | Caídos do Céu                           | Ela mesma                       |
| 1945 | Pif-Paf                                 | Maria                           |
| 1945 | Loucos por Música                       |                                 |
| 1944 | Corações Sem Piloto                     | Ela mesma                       |